# Tmarus borgmeyeri
Tmarus borgmeyeri là một loài nhện trong họ Thomisidae.
Loài này thuộc chi Tmarus. Tmarus borgmeyeri được Cândido Firmino de Mello-Leitão miêu tả năm 1929.